# Episodi di The 45 Rules of Divorce (quarta stagione)
La quarta stagione della serie televisiva The 45 Rules of Divorce, composta da 6 episodi, è stata trasmessa sul egitto Shahid VIP dal 3 gennaio al 10 gennaio 2022.
In Arabia Saudita, La stagione viene trasmessa in prima visione gratuita su MBC 4 a partire dal 4 gennaio al 11 gennaio 2022.
| nº | Titolo arabe                                      | Titolo originale                            | Prima TV Egitto | Prima TV Arabia Saudita |
| -- | ------------------------------------------------- | ------------------------------------------- | --------------- | ----------------------- |
| 1  | قاعدة #776 ماتبصيش تحت رجليكي                     | Rule No. 776: The Cat is Always on the Roof | 3 gennaio 2022  | 4 gennaio 2022          |
| 2  | قاعدة #10 عيشي حياتك                              | Rule #No. 10: Just Survive                  | 4 gennaio 2022  | 5 gennaio 2022          |
| 3  | قاعدة #706 متتنازليش أو ع الأقل متتنازليش كتير    | Rule No. 706: Let Them Eat Cupcakes         | 5 gennaio 2022  | 6 gennaio 2022          |
| 4  | قاعدة #49 الدنيا ريشة في هوا                      | Rule No. 49: Let It Shine                   | 8 gennaio 2022  | 9 gennaio 2022          |
| 5  | قاعدة #930 المرحلة الجديدة مينفعلهاش خططك القديمة | Rule No. 930: Plan for New Plans            | 9 gennaio 2022  | 10 gennaio 2022         |
| 6  | قاعدة #155 متخافيش أوي م المجهول                  | Rule No. 155: Go with the Magician          | 10 gennaio 2022 | 11 gennaio 2022         |